# Чикирёв, Николай Сергеевич
Николай Сергеевич Чикирёв (1927—1996) — советский организатор производства, генеральный директор Московского станкостроительного завода имени С. Орджоникидзе. Герой Социалистического Труда (1985). Лауреат Сталинской премии третьей степени (1951).

## Биография
Родился 27 января 1927 года в Москве в семье рабочего. В 1942 году по окончании 7 классов пришёл работать учеником токаря на Московский станкостроительный завод имени С. Орджоникидзе, потом был назначен токарем.
Очень быстро стал новатором производства и токарем-скоростником. В 1943 году установил рекорд по обработке червяков редуктора, выполнив за смену 31 норму, в этом же году стал бригадиром. В его бригаде работала токарем будущая народная артистка СССР — Л. Г. Зыкина.
К концу войны окончил десятилетку в ШРМ и поступил в МВТУ имени Н. Э. Баумана. Член ВКП(б) с 1946 года. Без отрыва от производства работал в комсомольских органах. В 1951—1958 годах — был членом ЦК ВЛКСМ. По окончании МВТУ имени Н. Э. Баумана продолжил работать на заводе, последовательно занимая должности — бригадира, начальника цеха, главным технологом и главным инженером. В 1978 году был назначен генеральным директором Московского станкостроительного завода имени С. Орджоникидзе.
В начале 1980-х годов Н. С. Чикирёв был инициатором создания и первым руководителем первого в стране совместного советско-западногерманского предприятия «Хоматек» по выпуску сложных автоматизированных линий, предназначенных для массового производства трудоёмких, тяжёлых деталей и станков. В годы перестройки завод Н. С. Чикирёва стал испытывать большие трудности.
В 1987 году у Чикирёва случился конфликт с 1-м секретарём МГК КПСС Б. Н. Ельциным. На XIX конференции КПСС выступил с резкой критикой Ельцина, который к тому моменту уже был отставлен со своего поста. В конце 1988 года на заводской партийной конференции работа Н. С. Чикирёва была подвергнута резкой критике; вскрылись многочисленные факты приписок, были выявлены огромные задолженности завода. Накануне конференции Н. С. Чикирёв подал заявление с просьбой освободить его от руководства заводом по состоянию здоровья.
Умер 17 августа 1996 года. Похоронен в Москве на Донском кладбище.

## Награды и премии
- медаль «Серп и Молот» (12.9.1985)[1]
- орден Ленина (12.9.1985)
- орден Октябрьской революции (16.1.1981)
- орден Дружбы народов (29.12.1973)
- Сталинская премия третьей степени (1951) — «за коренные усовершенствования методов производственной работы»[1].

## Память
- Именем Н. С. Чикирёва назван высокопрочный сплав «ЧНС-55»